# Aqua Teen Hunger Force Zombie Ninja Pro-Am
Aqua Teen Hunger Force Zombie Ninja Pro-Am è un videogioco d'avventura dinamica pubblicato il 5 novembre 2007 in America Settentrionale per PlayStation 2. 
Basato sulla serie animata Aqua Teen Hunger Force, il videogioco è un misto tra simulatore di guida e sportivo, focalizzandosi principalmente nel golf e nell'azione. Commentata da Scott Van Pelt, giornalista sportivo di ESPN, Il videogioco contiene quattro interi episodi della serie animata principale.

## Trama
La partita di golf presenta nove buche. Le prime buche si trovano sul campo Jersey Pines e gli sfondi si basano su quelli visti all'interno della serie animata: le buche di catrame, la Luna, l'Inferno e un livello creato da Polpetta. Ci sono inoltre altri tre livelli sbloccabili in cui gli Aqua Teen dovranno correre più veloci della Confraternita degli Alieni. Nel corso del gioco, Frullo e Fritto dovranno affrontare diversi nemici, tra cui: i granchi giganti di Carl, i Brownie, Turkitron e i Lunamiani. Dopo aver superato il green, i tre devono cercare di sconfiggere il boss di quella partita. Dopo la partita di golf, i tre corrono con il loro golf cart cercando di sparare alla Confraternita degli Alieni con un bazooka, ma nel frattempo dovranno cercare di andare più veloci e di superare i vari check point durante l'obiettivo da completare che è quello di superare i tre giri per passare al livello successivo.

## Personaggi e doppiatori

### Personaggi principali
- Frullo (in originale: Master Shake), doppiato da Dana Snyder.
- Fritto (in originale: Frylock), doppiato da Carey Means.
- Polpetta (in originale: Meatwad), doppiato da Dave Willis.
- Carl Brutananadilewski, doppiato da Dave Willis.

### Personaggi ricorrenti
- Commentatore, doppiato da Scott Van Pelt.
- Ignignokt, doppiato da Dave Willis.
- Err, doppiato da Matt Maiellaro.
- Ogletorphe, doppiato da Andy Merrill.
- Emory, doppiato da Mike Schatz.
- Cybernetic Ghost Of Christmas Past From The Future, doppiato da Matt Maiellaro.
- D.P., doppiato da Patton Oswalt.
- Skeeter, doppiato da Patton Oswalt.
- MC Pee Pants, doppiato da MC Chris.
- Neil, doppiato da Neil Peart.

### Personaggi secondari
- Dumbassahedratron, doppiato da Jon Schnepp.
- Amore di Mamma, doppiato da Tom Clark.
- Scorpioni, doppiati da John DiMaggio.
- The Voice, doppiato da Isaac Hayes III.
- Commentatore di Mortal Kombat, doppiato da Herman Sanchez.

## Accoglienza
Al momento del rilascio, il videogioco è stato accolto per lo più negativamente. Sam Bishop di IGN ha dato al gioco un punteggio di 5 su 10, affermando: "[Il gioco] può essere una perdita di tempo esilarante (il discorso sul caddy di Polpetta era geniale), ma nonostante ciò, è uno spreco". Alex Navarro di GameSpot ha dato un punteggio di 3,5 su 10, affermando: "Solo perché un gioco sembra essere intenzionalmente cattivo non lo rende per forza un brutto gioco". Tuttavia, nonostante le recensioni negative, il giornalista sportivo Scott Van Pelt è stato elogiato per il suo ruolo di commentatore.

### Recensioni
| Sito/Testata | Voto   |
| ------------ | ------ |
| Metacritic   | 37/100 |
| GameSpot     | 3,5/10 |
| IGN          | 5/10   |